# Тиха ноћ
Тиха ноћ је једна од најпопуларнијих Божићних песама у католичком свету.

## Историја
Оригинални текст песме на немачком је 1816. године написао аустријски свештеник Јозеф Мор, а музику на текст је компоновао такође Аустријанац Франз Ксавер Грубер 1818. године.
Песма је први пут 1866. године уврштена у једну збирку црквених песама у Салцбургу.
Католички и протестантски мисионари су је пренели на прелазу у нови век на све континенте.
Данас је познато више од 300 превода на разне језике и дијалекте.
Данас и текст и музика ове песме су јавно власништво.

## Мелодија песме
Уколико имате проблема са слушањем мелодије, погледајте Википедија:Како пустити ОГГ фајл.